# CCC Polsat Polkowice/Saison 2010
Dieser Artikel listet Erfolge und Mannschaft des Radsportteams CCC Polsat Polkowice in der Saison 2010 auf.

## Saison 2010

### Erfolge in den Continental Circuits
In den Rennen des UCI Continental Circuits gelangen dem Team nachstehende Erfolge.
| Datum           | Rennen                                       | Kat. | Fahrer              |
| --------------- | -------------------------------------------- | ---- | ------------------- |
| 19. März        | 6. Etappe Tour de Taiwan                     | 2.2  | Tomasz Smoleń       |
| 8. Mai          | 2. Etappe Szlakiem Grodów Piastowskich       | 2.1  | Tomasz Marczyński   |
| 9. Mai          | 3. Etappe Szlakiem Grodów Piastowskich (EZF) | 2.1  | Łukasz Bodnar       |
| 18. Juni        | 2. Etappe Tour of Małopolska                 | 2.2  | Adam Sznitko        |
| 19. Juni        | 3. Etappe Tour of Małopolska                 | 2.2  | Tomasz Smoleń       |
| 21. August      | Puchar Ministra Obrony Narodowej             | 1.2  | Bartłomiej Matysiak |
| 28. August      | 1. Etappe Szlakiem Walk Majora Hubala        | 2.2  | Tomasz Kiendyś      |
| 29. August      | 2. Etappe Szlakiem Walk Majora Hubala        | 2.2  | Adrian Honkisz      |
| 28.–29. August  | Gesamtwertung Szlakiem Walk Majora Hubala    | 2.2  | Tomasz Kiendyś      |
| 22. Oktober     | 1. Etappe Tour de Seoul                      | 2.2  | Tomasz Marczyński   |
| 22.–24. Oktober | Gesamtwertung Tour de Seoul                  | 2.2  | Tomasz Marczyński   |

### Zugänge – Abgänge
| Zugänge               | Team 2009                       | Abgänge         | Team 2010 |
| --------------------- | ------------------------------- | --------------- | --------- |
| Tomasz Marczyński     | Miche-Silver Cross-Selle Italia | Piotr Zieliński | Unbekannt |
| Sylwester Janiszewski | Legia-Felt                      |                 |           |
| Tomasz Repinski       | Legia-Felt                      |                 |           |
| Adam Sznitko          | Legia-Felt                      |                 |           |
| Dariusz Batek         | Neoprofi                        |                 |           |
| Aleksander Dorozala   | Neoprofi                        |                 |           |
| Marcin Tomaszewski    | Neoprofi                        |                 |           |

### Mannschaft
| Name                  | Geburtstag         | Nationalität |
| --------------------- | ------------------ | ------------ |
| Dariusz Batek         | 27. April 1986     | Polen        |
| Łukasz Bodnar         | 10. Mai 1982       | Polen        |
| Aleksander Dorozala   | 14. September 1985 | Polen        |
| Adrian Honkisz        | 27. Februar 1988   | Polen        |
| Sylwester Janiszewski | 24. Januar 1988    | Polen        |
| Krzysztof Jeżowski    | 30. August 1975    | Polen        |
| Tomasz Kiendyś        | 23. Juni 1977      | Polen        |
| Tomasz Lisowicz       | 23. Februar 1977   | Polen        |
| Tomasz Marczyński     | 6. März 1984       | Polen        |
| Bartłomiej Matysiak   | 11. September 1984 | Polen        |
| Jarosław Rębiewski    | 27. Februar 1974   | Polen        |
| Tomasz Repinski       | 27. Januar 1987    | Polen        |
| Tomasz Smoleń         | 3. Februar 1983    | Polen        |
| Adam Sznitko          | 20. Dezember 1984  | Polen        |
| Marcin Tomaszewski    | 9. August 1974     | Polen        |
| Kamil Zieliński       | 3. März 1988       | Polen        |